# 덕창궁주
덕창궁주(德昌宮主, 생몰년 미상)는 고려의 왕족이다. 희종과 성평왕후의 셋째 딸이다.

## 생애

### 가계
고려의 제21대 왕인 희종과 성평왕후의 셋째 딸이며, 생몰년은 명확하지 않다. 성은 왕, 본관은 개성이다. 고종의 왕비 안혜태후의 친동생이다.
덕창궁주의 아버지 희종은 무신정권 시기에 즉위한 왕으로, 재위 중 당대의 권력자이던 최충헌을 제거하려다 실패하여 도리어 최충헌에게 폐위되고 유배를 가게 되었다. 한편 덕창궁주의 어머니 성평왕후는 종실 영인후 왕진의 딸로, 어머니는 명종의 딸 연희궁주이다. 또 성평왕후의 친조모는 인종의 딸 창락궁주로, 덕창궁주는 선대의 왕들과 여러 갈래의 친족 관계로 얽혀 있다.

### 공주 시절
덕창궁주의 삶에 대해서는 자세한 기록이 남아있지 않으며, 영가후로 봉해진 우봉 최씨 최전과 혼인했다는 기록만 있다. 그러나 이 혼인은 당시 고려 왕실의 혼인에서 다소 특이한 양상을 띠는데, 덕창궁주는 당시 왕후 소생의 적녀 중 유일하게 종실이 아닌 사람과 결혼한 경우이다. 당시 고려의 공주들은 원칙적으로 종실과 혼인하였으나, 무신정권이 시작된 후 무신들은 신분 상승을 위해 공주와의 결혼을 추진하려고 노력하게 된다. 덕창궁주의 혼인도 이러한 노력의 산물로, 최전의 아버지인 최충헌이 추진하여 성사된 결혼이다.
한편 최충헌이 폐위시킨 희종은 폐위 후 최충헌과 사돈이 되면서 그 목숨과 영화로운 삶을 보장받게 되고, 1219년(고종 6년) 음력 3월에는 최충헌에 의해 개경으로 환도할 수 있었다. 그러나 희종은 1227년(고종 14년) 음력 3월 최충헌의 또다른 아들인 최우에 의해 강화도로 다시 유배를 떠나고, 결국 죽을 때까지 개경으로 돌아오지 못하였다.

## 가족 관계
- 부왕 : 고려의 제21대 왕 희종 (熙宗, 1181년~1237년, 재위:1204년~1211년)
- 모후 : 성평왕후 (成平王后, ?~1247년)
  - 남매 : 창원공 지 (昌原公 祉, 1197년~1262년)
  - 남매 : 시령후 위 (始寧侯 禕, 생몰년 미상)
  - 남매 : 경원공 조 (慶原公 祚, ?~1279년)
  - 남매 : 대선사 경지 (大禪師 鏡智, 생몰년 미상)
  - 남매 : 충명국사 각응 (冲明國師 覺膺, 생몰년 미상)
  - 언니 : 고종의 왕비 안혜태후 (安惠太后, ?~1232년)
    - 조카 : 고려 제24대 왕 원종 (元宗, 1219년~1274년, 재위:1259년~1274년)

  - 언니 : 영창공주 (永昌公主, 생몰년 미상)
  - 동생 : 가순궁주 (嘉順宮主, 생몰년 미상)
    - 조카 : 원종의 제2비 경창궁주 (慶昌宮主, 생몰년 미상)

  - 동생 : 정희궁주 (貞禧宮主, 생몰년 미상)
  - 시아버지 : 최충헌 (崔忠獻, 1149년~1219년)
    - 남편 : 최전(崔瑼, ?~1258년[6])